# Fanny Beznos
Fanny Beznos (Vadul-Rașcov, Kishinev, Besarabia, 10  de enero de 1907-Auschwitz, 24 de octubre de 1942) fue una poeta moldava, activista comunista y luchadora de la Resistencia que falleció en el campo de concentración de Auschwitz.

## Trayectoria

### Infancia y primera juventud
Beznos nació en una familia judía de Besarabia el 10 de enero de 1907. Era la segunda de cuatro hermanos. Los padres, Hersch Beznos y Sarah Grenitz, decidieron en 1912 huir de Rusia ante su creciente antisemitismo. Intentaron llegar a Estados Unidos a través de El Havre pero finalmente decidieron establecerse en Francia ya que allí tenían familia. En 1913, se trasladaron a París. Para ganarse la vida, Hersch Beznos se dedicó a la venta de muebles de segunda mano. En 1914 nació en París la cuarta hija, Blanche. En 1921, Fanny tuvo que abandonar sus estudios y empezó a trabajar como mecanógrafa. Participó activamente en la Asociación Republicana de Veteranos y luchó en el seno de las Jóvenes Guardias Antifascistas. En 1927, se unió al Partido Comunista Francés y también hizo campaña en las filas de las Suffragettes. Ese mismo año, conoció casualmente a André Breton en el mercadillo de Saint-Ouen-sur-Seine.  Conectaron inmediatamente y comenzó a frecuentar el mundo del surrealismo. Dos poemas suyos fueron publicados en la revista Révolution surréaliste. Fue mencionada por Breton en su novela Nadja y en dos de sus cartas a Simone Khan.

### Exilio
Al unirse al Partido Comunista y convertirse en secretaria de la Guardia joven, renunció a cualquier actividad profesional alternativa y destruyó todos los manuscritos de su obra poética surrealista además de dispersar sus libros, ya que estaba muy vigilada. Tras una manifestación feminista, fue arrestada. Interrogada por un policía francés, este le dijo que el feminismo nunca triunfaría acompañando la afirmación con gesto obsceno que provocó que ella le abofeteara. Esto motivó su arresto, el 4 de agosto de 1928, y su expulsión a Bélgica. Después ella marchó a Luxemburgo y fue acogida por Zénon Bernard, fundador del Partido Comunista de Luxemburgo. Embarazada de cinco meses  decidió abandonar Luxemburgo. Encontró refugio en casa de Charles y Emma Jacquemotte. Dio a luz a un hijo que murió pocos días después de su nacimiento. El 30 de décembre de 1929 se casó con el hijo de esta familia de acogida, Fernand Jacquemotte, que era sobrino del fundador del Partido Comunista belga, Joseph Jacquemotte. Fue entonces editora de Le Drapeau rouge. El matrimonio, inicialmente administrativo, confirió a Fanny la nacionalidad belga.

### Segunda Guerra Mundial
El 22 de marzo de 1940, por temor a la aparición de una quinta columna en Bélgica y a raíz de que los servicios de inteligencia respaldaran la hipótesis de una inminente invasión de su territorio, el Gobierno belga promulgó una ley sobre la defensa de las instituciones nacionales. Se estableció un procedimiento de detención administrativa de los militantes susceptibles de atentar contra la seguridad del Estado. A finales de marzo de 1940 se elaboraron listas de sospechosos susceptibles de ayudar al enemigo. El ministro emitió la orden de detención en cuanto se declaró el estado de sitio. Las listas eran heterogéneas, ya que contenían activistas de la Unión Nacional Flamenca, comunistas, neutrales y auténticos agentes alemanes.
Fanny y Fernand fueron arrestados con los  líderes comunistas el 10 de mayo de 1940 y encarcelados en la prisión de Forest. El 15 de ese mismo mes, fueron conducidos a la estación de Etterbeek para abordar un convoy. Fanny Beznos fue luego deportada a los Pirineos, al campo de mujeres de Gurs, cerca de Oloron-Sainte-Marie. Bernard, junto a resto de hombres, fue dirigido a los campos de Vernet y Saint-Cyprien. Llegaron allí alrededor del 22 de mayo. Gracias una arriesgada acción en que pidieron salvoconductos a la Cruz Roja para el matrimonio y otros cinco prisioneros, Fanny y Fernand fueron de nuevo libres. Fanny regresó a París por sus propios medios y de allí fue recogida por Fonteyne y Depelsenaire el 20 de julio de 1940, quienes la trajeron de regreso a Bruselas.
El 28 de octubre de 1940, una orden alemana relativa a los judíos exigía que éstos se inscribieran en los registros de judíos que llevaban los municipios (o el comisario de distrito en el caso de los municipios con menos de 5.000 habitantes) a más tardar el 15 de noviembre de 1940. Fanny finalmente cumplió y se inscribió el 21 de diciembre de 1940. El 22 de junio de 1941 cayó el pacto germano-soviético. El efecto inmediato fue una enorme ola de represión contra el judeo-bolchevismo . Fernand fue arrestado y Fanny pasó a la clandestinidad aunque fue arrestada en Schaerbeek el 10 de octubre de 1941. Estuvo encarcelada en la prisión de Saint Gilles donde asumió el papel de Kalfak, es decir, se ocupaba del reparto de las tres comidas diarias y hacía una cuarta visita a sus compañeros detenidos para recoger los Kübel (cubos higiénicos) gracias a lo que pudo enviar mensajes. También fue torturada.
El 10 de julio de 1942 fue trasladada a la prisión de Aquisgrán. El 1 de agosto fue asignada al taller de costura donde saboteó la producción. Fue descubierta y castigada. En fecha desconocida fue trasladada a Auschwitz donde murió el 24 de octubre de 1942. La causa de la muerte según los registros fue la gripe.